# ファビオ・ガランテ
ファビオ・ガランテ（Fabio Galante, 1973年11月20日 - ）は、イタリア・モンテカティーニ・テルメ出身の元サッカー選手。

## 経歴
1994-95シーズンにはジェノアでパドバとセリエA残留をかけてプレーオフを戦ったが、延長PK戦で両チームを通じて唯一PKを失敗し、ジェノアはセリエB落ちした。1996年から3シーズンはインテルでプレー、計88試合に出場、UEFAカップ優勝も果たした。
イタリアオリンピック代表として、1996年のアトランタオリンピックに出場した。

## タイトル
ジェノア
- アングロ＝イタリアン・カップ : 1995-96

インテル
- UEFAカップ : 1997-98

トリノ
- セリエA：2000-01

U-21サッカーイタリア代表
- UEFA U-21欧州選手権 : 1996